# خیابان کیله
خیابان کیله (انگلیسی: Keele Street) یک جاده شمال به جنوب در تورنتو، وان (شهرک) و کینگ، انتاریو در انتاریو، کانادا است. ۴۷ کیلومتر امتداد دارد و از خیابان بلور در تورنتو تا هلند مارش کشیده شده‌است.